# Massaspectrometrie

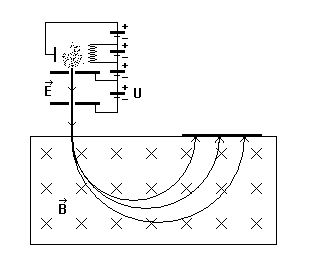
Een eenvoudige massaspectrometer

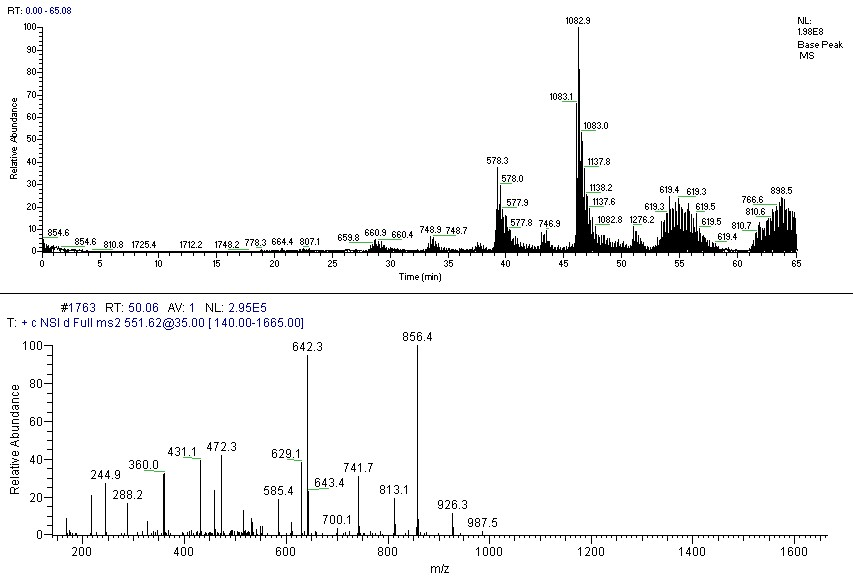
Voorbeeld van MS-spectra en MS/MS-spectra van een amide

Massaspectrometrie is een veelzijdige techniek, die gebruikt kan worden voor de identificatie, kwantificatie en profilering van isotopen, moleculen en molecuulcomplexen in zeer kleine hoeveelheden van chemische en biologische mengsels.
In een massaspectrometer worden individuele moleculen van het monster, afhankelijk van de ionisatietechniek, in de gasfase dan wel de vloeibare fase geïoniseerd. In de massaspectrometer worden de hierdoor gevormde ionen versneld in een zeer precies geregeld elektrisch veld en komen vervolgens in een magnetisch veld waar ze door de lorentzkracht een cirkelvormige baan volgen. De ionen worden ruimtelijk gescheiden op basis van hun massa/ladingsverhouding (m/z) waarna de detectie volgt. In een massaspectrum wordt de intensiteit uitgezet tegen de m/z waarden.
De massa wordt in de massaspectrometrie uitgedrukt in atomaire massa-eenheden (u): één atomaire massa-eenheid is een twaalfde van de massa van een koolstofatoom, dat is ongeveer de massa van een kerndeeltje (proton of neutron).

## Monstervoorbereiding
In een massaspectrometer heerst een hoog-vacuüm. Er zijn verschillende methoden om het monster in de massaspectrometer te brengen.
Wanneer een zuivere stof moet worden geanalyseerd, kan men soms volstaan met een eenvoudig inbrengen van een klein beetje van de stof in de ionisatiekamer, bijvoorbeeld door sublimatie.
Als een mengsel moet worden geanalyseerd, wordt vaak gebruikgemaakt van chromatografie om het mengsel te scheiden, en de componenten om de beurt in de massaspectrometer te brengen. Men spreekt van GC-MS wanneer gaschromatografie wordt gebruikt, en van LC-MS wanneer vloeistofchromatografie wordt gebruikt om het monster in componenten te scheiden. Men kan het instrument in zulke gevallen ook van de andere kant beschrijven: het is het gebruik van een massaspectrometer als detector voor een chromatografisch experiment.
Vooral wanneer LC wordt gebruikt moet vóór de uitstroom de massaspectrometer ingaat een groot gedeelte van de drager worden afgedampt zodat alleen het monster in zuivere vorm kan worden geanalyseerd. Vroeger was dit ook zo voor GC, maar sinds de introductie van zogenaamde 'capillaire kolommen' is dit niet meer nodig, omdat voor deze kolommen een veel lager dragerdebiet nodig is (ca. 1 ml/min) wat gemakkelijk door het vacuümsysteem verwerkt kan worden. Scheiding van de drager en de te meten stof vindt bij LC-MS plaats via diverse zogenaamde 'interfaces' die tussen de LC en de massaspectrometer worden geplaatst. Voorbeelden van interfaces zijn 'Moving Belt' (tegenwoordig niet meer gebruikt), Particle Beam (sporadisch gebruikt) en 'Atmospheric Pressure Ionization', een verzamelnaam voor 'Electrospray', 'Ionspray', 'Atmospheric Pressure Ionization' en 'Atmospheric Pressure Photo Ionization'. Atmospheric Pressure Ionization is tegenwoordig de meest gebruikte ionisatietechniek voor LC-MS
Soms worden ook andere scheidingstechnieken gebruikt zoals in CE-MS, waar gebruikgemaakt wordt van capillaire elektroforese.

## Ionisatie
De oudste, commercieel beschikbare, manier om het monster te ioniseren is door het monster in de gasfase met elektronen te bombarderen. De elektronen komen uit een gloeidraad die op enige afstand van het gasvormig monster wordt opgewarmd. De elektronen worden versneld tot ca. 70 eV. Wanneer ze met deze snelheid op een molecuul van het monster botsen, kan daarbij een positief moleculair ion worden gevormd (M+., de plus geeft de elektrische lading van het ion weer, de punt het feit dat het een radicaalmolecule betreft waarin een reactief ongepaard elektron aanwezig is).
Deze techniek voldoet goed voor eenvoudige monsters waarvan voldoende in de gasfase kan worden gekregen, en die ook niet meteen helemaal uit elkaar vallen door de ioniserende botsing. Andere oudere methoden voor ionisatie zijn de chemische ionisatie waarbij men het monster laat reageren met een positief ion, en FAB (Fast atom bombardment ofwel bombardement met snelle atomen).
Sinds ca. 1980 is gewerkt aan alternatieve ionisatiemethoden die minder eisen aan het monster stellen. Dit heeft geresulteerd in electrospray ionisatie, en de matrix assisted laser desorption/ionisation (kort MALDI). Voor deze beide technieken is in 2002 de Nobelprijs voor de Scheikunde uitgereikt. Deze ionisatietechnieken zijn zo zacht dat zelfs minuscule monsters van zeer gevoelige eiwitten kunnen worden geanalyseerd in een massaspectrometer.
Bij MALDI wordt een matrix gebruikt. Een matrix bestaat uit de kristallen van een chemische stof, die de energie van een laserpuls opvangen en via een nog niet geheel opgehelderd proces de analyten kunnen ioniseren.
Er is ook een aantal varianten van MALDI beschikbaar, waarbij geen matrix wordt gebruikt, maar een silica oppervlak.

## Massascheiding
De scheiding van de ionen naar snelheid kan op verschillende manieren gebeuren.
- De eenvoudigste manier om de snelheid van de ionen te kunnen detecteren is door de tijd te meten die ze doen over het afleggen van een bepaalde afstand. Dit wordt Time-Of-Flight massaspectrometrie genoemd. Het beste werkt deze techniek als alle ionen op hetzelfde moment worden gemaakt, zoals bij MALDI. Alle ionen die op hetzelfde moment vertrekken komen dan op verschillende tijden bij de detector aan. Het uitgangssignaal van de detector is bijna onmiddellijk een heel massaspectrum. De combinatie van MALDI ionisatie met TOF massascheiding levert de zeer populaire MALDI-TOF techniek op. Tegenwoordig wordt Time-Of-Flight massaspectrometrie in toenemende mate gebruikt in combinatie met LC.
- Veel massaspectrometers gebruiken een elektrostatische quadrupool: vier parallelle staven waarop een gelijkspanning met daarop gesuperponeerd een radio-frequente wisselspanning wordt aangesloten. Alleen ionen met een strikt bepaalde snelheid kunnen in de lengterichting langs de quadrupool komen, de rest wordt afgebogen en komt op enig moment tegen een van de staven terecht. Een instrument met een quadrupool kan een continu-stroom aan ionen aan, maar levert op elk moment slechts een signaal van één enkele massa. Voor het maken van een spectrum worden een groot aantal metingen achter elkaar gedaan waarbij de frequentie van de wisselspanning op de quadrupool wordt veranderd en daardoor steeds een andere massa wordt geselecteerd en bij de detector gemeten. In de praktijk is het echter eenvoudiger om de amplitude van de wisselspanning en gelijkspanning samen te veranderen met hetzelfde effect. De quadrupool fungeert dus als massafilter.
- Door een magnetisch veld dwars op de voortbewegingsrichting van de ionen te plaatsen, worden de ionen afgebogen. De mate van afbuiging is alleen afhankelijk van de massa/lading (m/z). In theorie zou men een hele rij detectoren aan het einde van de analysator kunnen plaatsen en een heel massaspectrum tegelijk opnemen. In de praktijk gebruikt men een enkele detector en moet, net als bij een quadrupool-instrument een spectrum worden opgenomen door een groot aantal metingen bij een enkele massa te maken. Dit gebeurt door de sterkte van het magnetische veld te veranderen. Een probleem bij deze techniek is de massaresolutie die kan worden behaald. Wanneer de ionen niet allemaal precies dezelfde snelheid hebben bij het binnengaan van de analysator, wordt het spectrum daardoor vervuild. Een mogelijke oplossing is het aanbrengen van een elektrostatische analysator vóór de magnetische analysator. Een transversaal elektrisch veld buigt de ionen ook af, maar de afbuiging is afhankelijk van de kinetische energie van het ion, en niet van de snelheid of massa. In de combinatie van de twee analysatoren dient de elektrostatische analyse als een filter waardoor een resolutie van 1:100.000 kan worden bereikt. Tegenwoordig wordt deze techniek steeds minder gebruikt door de opkomst van onder andere de Time-of-Flight techniek.
- Een compleet andere analysetechniek, FT-MS (Fourier Transform - massaspectrometrie) gebruikt een magnetisch veld waarin de ionen worden opgesloten. Een radio-puls brengt ze in resonantie. Dit resulteert in een resonantie-signaal dat in de tijd wordt gemeten. Door een Fourier-transformatie van het gemeten signaal wordt direct een heel massaspectrum geproduceerd. Deze techniek kan een heel hoge resolutie bereiken en heeft een bijzonder hoge efficiëntie.

## Afleiding van de m/z-relatie voor magneetsector massaspectrometers
De kinetische energie van een deeltje aan het eind van het te doorlopen potentiaalverschil bedraagt
{\displaystyle E_{k}={\frac {1}{2}}mv^{2}}
De potentiële energie van een deeltje met elektrische lading z aan het begin van het te doorlopen potentiaalverschil V bedraagt
{\displaystyle E_{D}=z\Delta V}
Deze energieën zijn in een massaspectrometer waarin de deeltjes in stilstand beginnen aan elkaar gelijk:
{\displaystyle E_{k}=E_{D}}
oftewel
{\displaystyle {\frac {1}{2}}mv^{2}=z\Delta V}
waaruit volgt dat
{\displaystyle v={\sqrt {\frac {2z\Delta V}{m}}}}
De kracht op een bewegend geladen deeltje in een magnetisch veld (bewegingsvlak loodrecht op magneetveld) wordt gegeven door
{\displaystyle F_{M}=zvB}
De middelpuntzoekende kracht nodig om in een cirkelbaan te blijven is gelijk aan
{\displaystyle F_{C}={\frac {mv^{2}}{r}}}
Deze twee krachten moeten aan elkaar gelijk zijn:
{\displaystyle F_{C}=F_{M}}
oftewel
{\displaystyle {\frac {mv^{2}}{r}}=zvB}
en dus
{\displaystyle v={\frac {zrB}{m}}}
Wanneer beide uitdrukkingen voor de snelheid v worden gecombineerd, dan wordt volgende uitdrukking verkregen:
{\displaystyle {\frac {z^{2}B^{2}r^{2}}{m^{2}}}={\frac {2z\Delta V}{m}}}
waaruit volgt dat
{\displaystyle {\frac {m}{z}}={\frac {r^{2}B^{2}}{2\Delta V}}}
Alle enkelvoudig geïoniseerde deeltjes (met eenheidslading e = 1,60217653 × 10−19 C) krijgen dus een baan met een kromtestraal r waarvoor geldt:
{\displaystyle r={\sqrt {\frac {2m\Delta V}{eB^{2}}}}}
waarbij:
- m de massa van het geladen deeltje in kilogram
- r de kromtestraal in meter
- V het doorlopen potentiaalverschil in volt
- B de grootte van het magnetisch veld in tesla

## Detectie
De ionen die door de analysator komen moeten uiteindelijk worden geteld. Dit wordt gedaan door het ion te laten botsen op een doel. Uit het doelmateriaal worden zo per ion een aantal elektronen losgeslagen. Het is mogelijk om deze minuscule stroom direct te meten, maar in de meeste instrumenten worden de losgemaakte elektronen opnieuw versneld en op een nieuw doelmateriaal gericht. Uit dat tweede doel worden per ion opnieuw een aantal elektronen losgeslagen. Dit proces wordt een aantal malen herhaald zodat een signaalversterking van ca. 1 miljoen wordt verkregen. Op deze manier kan elk ion dat de detector raakt betrouwbaar worden geteld.
Bij sommige systemen worden de elektronen na één stap op een fosfor scherm gericht, waar de stroom in licht wordt omgezet. In een beeldversterker wordt het lichtsignaal daarna verder versterkt. Dit maakt het mogelijk dat de eigenlijke detector zich buiten het vervuilende instrument bevindt, en daardoor langer mee gaat.

## Hoeveelheden
De hoeveelheden monster die nodig zijn voor een massaspectrum zijn erg klein. Elk individueel molecuul dat door het apparaat gaat wordt uiteindelijk geteld, en zelfs een paar honderd moleculen kunnen zo een significant signaal vormen. Bij de monstervoorbereiding en ionisatie gaat echter nog een groot gedeelte van het monster verloren. Afhankelijk van de techniek die gebruikt wordt om de massaseparatie uit te voeren kan het ook nog zo zijn dat tijdens een enkele meting slechts ionen van één bepaalde massa kunnen worden geteld, en alle andere ionen verloren gaan. Voor het maken van een volledig spectrum zijn dan een aantal tientallen tot honderdtallen metingen nodig, en daarom ook meer monster.
Al deze verliezen in ogenschouw genomen zijn normaal gesproken femtogrammen tot picogrammen van een stof nodig om een massaspectrum op te nemen.

## Fragmentatie
In een eenvoudige massaspectrometer wordt vaak een enkele quadrupool analysator gebruikt, maar zeker wanneer men geïnteresseerd is in fragmentatie en een zachte ionisatiemethode wordt toegepast, worden vaak meertraps instrumenten ingezet. Men refereert aan die techniek als MS-MS, of ook wel MSn met n=2 of 3 of 4.
Fragmentatie is van groot belang voor de identificatie van het monster. Verschillende somformules kunnen eenzelfde molecuulmassa geven. Zo geven bijvoorbeeld C4H10 en C3H6O beide een molecuulmassa van 58. Tenzij men een instrument met een zeer grote resolutie heeft kan men het onderscheid tussen de twee somformules niet maken (zie echter onder isotopenverhouding, later). Maar zelfs als de somformule vastligt, is het mogelijk dat er meerdere isomeren zijn. Het onderscheid tussen butaan, methylpropaan, aceton en propanal, allen met een molecuulmassa van 58, kan echter met behulp van fragmentatie eenvoudig worden bepaald.
Fragmentatie in een massaspectrometer kan optreden bij de ionisatie wanneer deze hard is zoals bij een elektronen-bombardement. Alternatief kan men een klein kamertje in het instrument opnemen waar de ionen met een inert gas (vaak argon) kunnen botsen, en daardoor kunnen fragmenteren.
Bij een fragmentatie breekt normaal gesproken een enkele chemische binding in het molecuul. Wanneer in het massaspectrum van een stof met een molecuulmassa van 58 een piek optreedt bij een massa van 29 is het blijkbaar mogelijk dat het molecuul precies in tweeën breekt. Dat sluit aceton als mogelijke kandidaat uit. Op deze manier kan men aan de hand van fragmentatie een preciezere uitspraak doen over de identiteit van het monster.
Mochten de pieken in het massaspectrum niet voldoende informatie geven om het monster uniek te identificeren, dan kan men in een MS-MS instrument een verder fragmentatie-experiment uitvoeren: men kan in de eerste MS stap het fragment met een massa van 29 selecteren, en dat fragment opnieuw laten botsen met een inert gas om opnieuw fragmentatie de induceren. In het tweede instrument kan men dan een tweede orde fragment-spectrum maken om te zien wat de identiteit van het fragment-ion met massa 29 is.

## Isotopenverhouding
Veel chemische elementen hebben meerdere natuurlijk voorkomende isotopen. Normaal gesproken kan men in de scheikunde geen chemische verschillen waarnemen tussen moleculen die verschillen in de isotoopsamenstelling (alleen het kinetisch isotoop effect). In de massaspectrometrie is het verschil tussen isotopen echter eenvoudig te zien: de massa van verschillende isotopen verschilt ongeveer een geheel aantal massa-eenheden. Verder is het zo dat men bij veel eigenschappen die voor de isotopen een klein verschil vertonen een gemiddelde meet wanneer meerdere isotopen voorkomen. Bij massaspectrometrie kijkt men naar elk molecuul individueel, en kan daardoor de individuele isotoopsamenstelling in elk molecuul zien.
Een van de isotopen die in de massaspectrometrie van organische chemische verbindingen een grote rol speelt is 13C, dat 1,1% van de natuurlijke koolstof vormt. Een molecuul methaan met 12C en 4 waterstof atomen heeft een molecuulmassa van 16, maar 1,1% van alle methaan moleculen bevat een 13C atoom en heeft een massa van 17: een klein piekje naast de belangrijkste moleculaire piek. Voor butaan, C4H10 zijn er vier koolstofatomen, en is de kans ruwweg 4,4% dat een van de koolstofatomen een 13C atoom is: een klein piekje bij een massa van 59 naast de moleculaire piek op 58. Op deze manier kan men voor organische stoffen het aantal koolstofatomen tellen, en kan het onderscheid worden gemaakt tussen propanal en butaan: ze hebben allebei een massa van 58, maar propanal heeft drie, en butaan vier koolstofatomen.
Andere veel voorkomende isotopen zijn 18O (0,2% twee eenheden boven de normale 16O), 79Br en 81Br met een verhouding van 1:1 en 35Cl en 37Cl met een verhouding van 3:1.
Wanneer de isotopen van een element erg ingewikkeld worden kan dit het interpreteren van een massaspectrum bemoeilijken: lood is daarvan een voorbeeld met drie natuurlijk stabiele isotopen die, afhankelijk van de oorsprong van het erts, in verschillende verhoudingen kunnen voorkomen.
Men kan isotoopverhoudingen die verschillen tussen de verschillende mijnen ook gebruiken wanneer men de oorsprong van een materiaal zoekt. Massaspectrometrie is gevoelig genoeg om zelfs van elementen die slechts in minuscule hoeveelheden in een monster voorkomen te kunnen vaststellen wat de isotopenverhouding is. Voor de beste gevoeligheid gebruikt men voor zo'n massaspectrum een ionisatiemethode die de moleculen in het monster helemaal opbreekt in atomaire ionen; zo'n techniek is het inductief gekoppeld plasma (Engelse afkorting ICP; men spreekt over ICP-MS).
Een heel ander doel van het bepalen van nauwkeurige isotoopverhouding is het bepalen van geologische tijdschalen: radio-actief verval zorgt ervoor dat het voorkomen van verschillende isotopen afhangt van de leeftijd van het monster. Een voorbeeld is koolstof 14-datering.

## Andere toepassingen
Een aantal toepassingen van de massaspectrometrie zijn inmiddels aan de orde geweest:
- Het bepalen van een molecuulstructuur
- Het bepalen van de oorsprong van een erts
- Datering van monsters

Andere toepassingen zijn:
- Het zoeken van lekken in een vacuümsystemen: Wanneer een vacuüm systeem lek lijkt te zijn kan men het lek vinden door een eenvoudige massaspectrometer aan te sluiten op het systeem, en de buitenkant van het systeem op kritische plekken aan een stroom helium-gas bloot te stellen. Wanneer het systeem lek is zal de massaspectrometer duidelijk een piek bij een massa van 4 laten zien.
- Het bereiden van isotoop-zuivere materialen: Met zogenaamde preparatieve massaspectrometrie kan men de gevormde ionen opvangen in plaats van ze op de detector verloren te laten gaan. Dit is een methode om isotopen van elkaar te scheiden. De hoeveelheden blijven echter erg klein. Voor het scheiden van grotere hoeveelheden isotopen, zoals bij het verrijken van uranium, wordt daarom gebruikgemaakt van andere technieken als ultracentrifugatie.